# マーガレット・マクミラン (保育者)

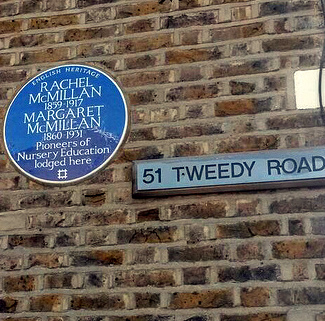
マクミラン姉妹が住んでいたことを記念するブルー・プラーク、ロンドン、ブロムリー区、トゥイーディ通り51

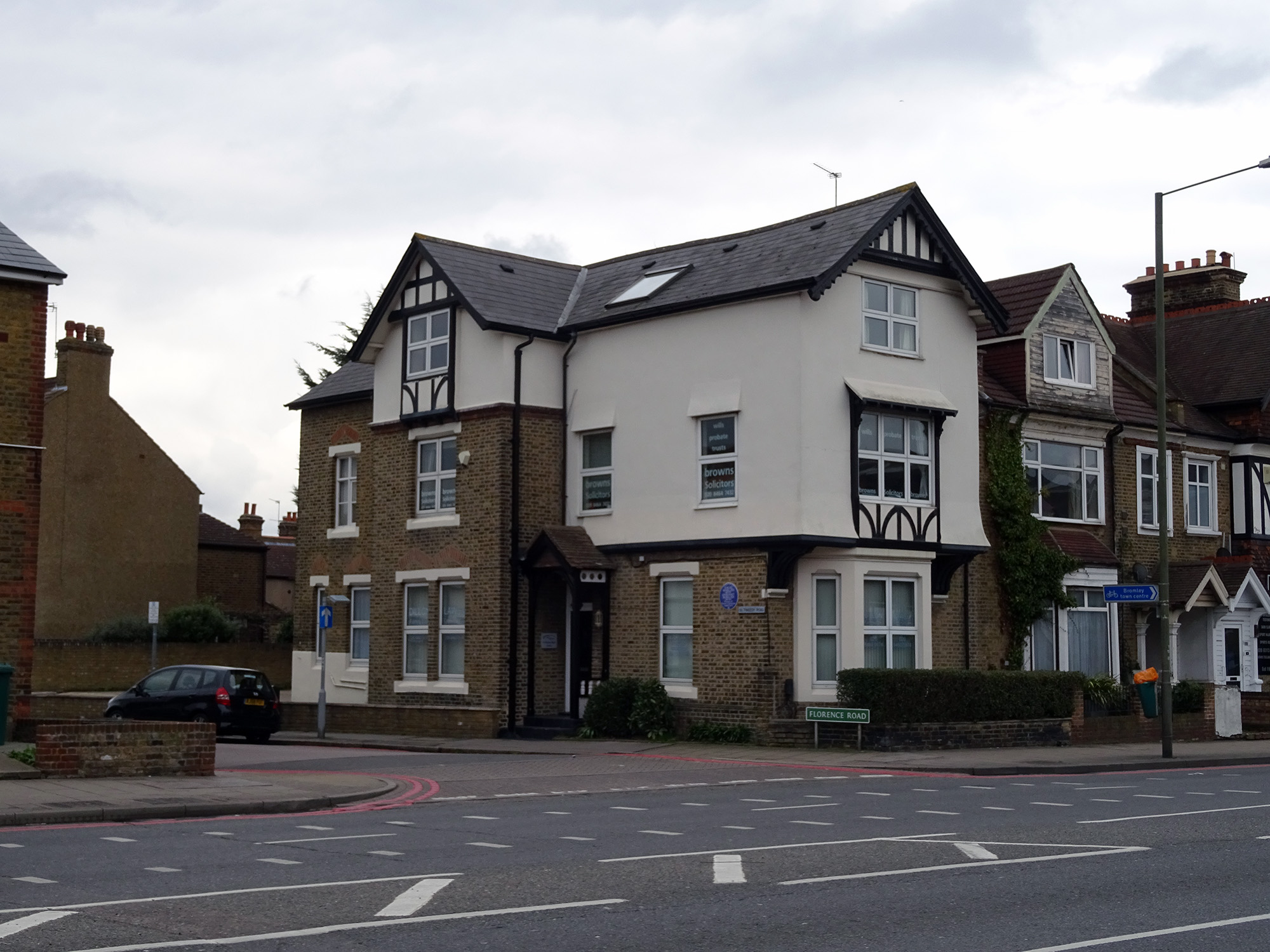
マクミラン姉妹が住んだブロムリーのトゥィーディ通り51の家

マーガレット・マクミラン (Margaret McMillan、CH CBE 、1860年7月20 日 - 1931年3月27日)は、保育学校(nursery school、今日の保育園の先駆)の創立者で1906年制定の学校給食法のためのロビー活動でも知られる児童福祉制度の整備に貢献した女性社会事業家。「保育学校協会」の初代会長。
彼女はロンドンの恵まれない地区、特にデプトフォードとブラッドフォードで働き、幼児の健康を改善するための改革に熱心に取り組み、保育園教育に関する本を何冊か執筆し、後になってようやく広く受け入れられるようになった遊び中心のアプローチを開拓した。

## 生涯
マーガレット・マクミランは、1860年7月20日にニューヨーク州ウエストチェスター郡のジェームズとジャン・マクミランに生まれた。彼女の両親はインバネス出身だったが、1840年に米国に移住した。
彼女が4歳のとき、猩紅熱熱の流行で、父と妹はマーガレットを残して亡くなり、とマーガレットは聴覚障害になった（彼女は14歳で彼女の聴力を回復した）。
その後、マクミラン夫人は娘のマーガレットとレイチェル・マクミランと一緒にスコットランドに戻り、そこで2人ともインバネス高校に通った。マクミランの母親ジャン・マクミランは1877年に亡くなった。
マクミランは心理学と生理学を学び、続いてドイツに留学し言語と音楽を学んだ。 イギリスに帰国後、富裕層のガヴァネス(女性家庭教師)となる。1887年にマクミランはキリスト教社会主義を教えられ、ウィリアム・モリスとウィリアム・トーマス・ステッドの記事を読み、1888年7月以降ロンドンでその同志に加わった。彼女たちは政治集会に参加し、そこでモリス、ヘンリー・ハインドマン、ピョートル・クロポトキン、ウィリアム・ステッドとベン・ティリレットに会った。1889年、マクミランと妹は、ロンドン・ドック・ストライキの最中に労働者たちを支援した。
1892年に彼らはブラッドフォードに引っ越した。そこで彼らはフェビアン協会、労働教会、社会民主連合と独立労働党（ILP）の結成に参画した。
マクミランは、ブラッドフォードの学校の医療責任者であるジェームズ・カーとともに、英国で最初の小学生の健康診断を実施した。ブラッドフォード・シンデレラクラブが恵まれない子供たちに温かい食事を提供することに成功した後、彼らは報告書を発表し、地方自治体がバスルームを設置し、換気を改善し、子供たちに無料の学校給食を提供するキャンペーンを開始した。
1902年、姉妹は結成されたばかりの労働党に加わり、ジェームズ・ケア・ハーディとジョージ・ランズベリーと協力した。マクミランは健康と教育に関する本を執筆し始めた。1904年に彼女は彼女の最も重要な書籍、『想像力を通しての教育』(Education Through the Imagination)と『児童労働と教育の経済的側面』(The Economic Aspects of Child Labour and Education)を出版する。マクミランの著作とキャサリン・グラシャーとの共同のキャンペーンによって、イギリス議会下院は学校給食法(1906年)を通過させた。
1908年にマクミランと彼女の妹はロンドンのボウ地区にイギリスで最初の学校クリニックを開き、1910年にデプトフォードクリニックがこれに続いた。スラム街の子どもたちが寝間着を洗ったり、きれいになったものを着ることができる「ナイトキャンプ」も始まった。
1911年に刊行された『子どもと国家』の中でマクミランは、学校は不慣れで、単調な仕事のために子どもを準備させるのではなく、広範で人道的な教育を提供すべきであると主張した。
マクミランと彼女の妹は普通選挙の実現のためのキャンペーンを行った。マクミランは、猫と鼠法によって女性の社会政治連合のメンバーが刑務所で酷い扱いを受けたことに抗議している最中に負傷した。 
1914年に、姉妹は18か月から7歳までの子供どもと大人の訓練生のために、デプトフォードに野外保育園と訓練センターを設立した。マクミランは、バーナード・ショーやウォルター・デ・ラ・マーレなどの人物をデプトフォードの聴衆への講演のため招聘した。1917年3月25日、姉のレイチェル・マクミランが死去した。マクミランは引き続き保育園を運営しており、姉にちなんでレイチェル・マクミラン野外保育園と名付けた。
デプトフォードにあるマーガレット・マクミランの保育園は、1917年に地方教育当局（LEA）の資金提供を受けた最初の保育園となった。
1922年、彼女はミリセント・マッケンジー教授を通じてルドルフ・シュタイナーの仕事に触れ、教育における精神的価値の実現のためのイニシアチブ教育連合に参加し、主催者の1人になり、シュタイナーが講演を行った1923年のイルクリー会議を主宰した。シュタイナーはマクミランが行っていた仕事を認め、その後の報告で彼女を教育の天才と呼んだ。マクミランはスイスのドルナッハを訪れ、最初のウォルドルフ学校を見学した。
彼女は人智学の仕事とのつながりを維持し、シュタイナー学校の運動が拡大していくのを支援した。後年、彼女は看護の仕事に興味を持ち、ロイズ( Lloyds of London)の経済的支援を得て、1930年5月にデプトフォードで看護師と教師を訓練するためにレイチェル・マクミランカレッジを設立した。
マクミランは1931年にロンドンのハローで亡くなった。

## 遺産
マーガレットの姉にちなんで名付けられたレイチェル・マクミランカレッジは、1930年に設立され、1970年代にゴールドスミス・カレッジと合併した。
1936年5月初旬、ヨーク公はマーガレット・マクミランハウス(Margaret McMillan House)を開館した。マーガレット・マクミランを記念して作られた最初の専用屋外センターである。センターは現在、さまざまなアドベンチャーベースのアクティビティを提供する慈善団体Widehorizons(Widehorizons)の一部となっている。
マーガレット・マクミランを記念する大学が1952年にブラッドフォードに開設された。
イングリッシュ・ヘリテッジがイギリス国内でかって著名人が住んだ建物に設置しているブルー・プラークは、ブロムリー区トゥイーディ通り51でマクミランと姉レイチェルがかつてそこに住んでいたことを今に伝えている。
彼女にちなんで名付けられた公園は、チャールズ・ブース（社会改革者）が公開した貧困マップに示されているように、かつてデプトフォードで最も恵まれなかった通りの1つであった場所にある。

## 刊行された著作
- The Life of Rachel McMillan by Margaret McMillan. J.M. Dent and Sons, London (1927)
- Education Through the Imagination by Margaret McMillan. BiblioBazaar (10 February 2009) ISBN 978-1103333233
- Early Childhood Education: A Series of Classic Readings by Margaret McMillan. Cosmo Publications (30 November 2008) ISBN 978-8130706689
- The Nursery School by Margaret McMillan. BiblioLife (10 Dec 2009) ISBN 978-1117660783
- Reflections on Contemporary Nursing by Judith Townsend and Margaret McMillan.  Butterworth-Heinemann (17 July 1995) ISBN 978-0750689113
- (1907年) (英語), Labour and Childhood, ロンドン: Swan Sonnenschein & Co., Wikidata Q107325671
- Child Labour and the Half-time System (Clarion pamphlet) by Margaret McMillan (1896) "Clarion" Newspaper Co (1896) ASIN B0008BN3JG
- The Passing of Rudolf Steiner McMillan, Margaret. 1925  Article: Journal of Education and School World 57 (June): 392-393.
- マーガレット・マクミラン (保育者) (1907年), “Woman in the Past and Future” (英語), The Case for Women's Suffrage, Wikidata Q107211889